# Sans Atout, une étrange disparition
Sans Atout, une étrange disparition est un roman policier pour la jeunesse de Boileau-Narcejac, paru en 1985. C'est le sixième roman de la série de huit consacrée aux aventures de Sans Atout. 

## Personnages
- L'enquêteur : François, 12 ans, surnommé « Sans Atout ».
- L'amie : Sylvaine Vaubercourt, 12 ans et amie avec François.
- La victime : Sébastien, le beau-père de Sylvaine Vaubercourt (le nouveau mari de sa mère) et le fils de M. Vaubercourt qui tient la galerie des arts.
- Le suspect : Mme Vaubercourt, femme de Sébastien Vaubercourt et mère de Sylvaine qui est aussi suspectée.

## Résumé
Le récit se déroule à l'époque contemporaine, au début de l'été, pendant les vacances scolaires. L'action a lieu à Paris où habitent la famille Vaubercourt et la famille de François.
À Kermoal, le lieu de vacances au bord de la mer des deux familles.
Sylvaine, une adolescente de 12 ans, vit avec sa mère et son beau-père qu'elle déteste. Un jour, elle reçoit une gifle de ce dernier. Alors elle décide de fuguer pendant que ses parents sont partis manger chez des amis. Avant de partir, elle laisse un mot sur leur lit. 
L'adolescente se rend chez un ami, François, et lui demande d'aller reprendre le mot laissé chez elle. François y va, mais au moment de repartir, il voit de la lumière sous la porte de l'atelier du beau-père de Sylvaine. Il décide de l'éteindre. Quand il ouvre la porte, il voit un homme effondré, mort, sur son bureau !